# Straße von Wetar
Die Straße von Wetar ist eine Meerenge im Malaiischen Archipel. Sie trennt die Insel Wetar im Norden von der Insel Timor im Süden. Im Westen liegt die Insel Atauro, dahinter die Straße von Ombai. Im Nordwesten liegt die Bandasee. Im Osten, jenseits der Insel Kisar, liegt die Timorsee. An ihrer engsten Stelle ist die Straße 36 km breit.
Bereits fünf Kilometer von der Nordküste Timors entfernt fällt der Meeresgrund auf eine Tiefe von 1000 m ab. Während des Kalten Krieges konnten daher amerikanische Atom-U-Boote unentdeckt die Straßen von Ombai und Wetar passieren.